# Vacarisas
Vacarisas (en catalán y oficialmente Vacarisses) es un municipio español que se ubica en la comarca del Vallés Occidental, limítrofe con el Bages y el Bajo Llobregat, en la provincia de Barcelona, Cataluña. Con una extensión de 40,44 km² se encuentra en una pequeña depresión (la altura media del término es de 385 m) de accidentado relieve que se abre en los contrafuertes occidentales de la cordillera Prelitoral (de 940 m al Castellsapera).
Vacarisas enlaza con la autopista C-16, la autovía de Tarrasa a Manresa, y la antigua carretera de Gracia a Manresa, C-58.
A pocos kilómetros del núcleo urbano está la estación de ferrocarril de ADIF (línea de Barcelona a Zaragoza) que, además dispone de un apeadero en la estación de Torreblanca.
En 2017 tenía un padrón municipal de 6328 habitantes, población que aumenta considerablemente los fines de semana y los periodos estivales.
Forman el municipio juntamente con el núcleo urbano o casco antiguo las urbanizaciones: de Bonavista, Ca l'Oliva, Can Serra, Els Caus, La Colònia Gall, La Coma, el Ensanche, La Farinera, El Fresno, El Palà, La Creu, El Pou Gran, Torreblanca I, Torreblanca II, Carena Llarga y El Ventaiol, así como el polígono Industrial de Can Torrella.

## Blasonado

### Escudo
El escudo oficial de Vacarisas se define con el siguiente blasón:
«Escudo embaldosado: de argén, una vaca de gules. Por timbre, una corona mural de pueblo.»
Fue aprobado el 28 de septiembre de 1984 y publicado en el DOGC número 485 el 14 de noviembre del mismo año.
La vaca es el señal parlante del escudo del pueblo.

## Geografía humana

### Demografía
Cuenta con una población de 7563 habitantes (INE 2024).
| Gráfica de evolución demográfica de Vacarisas entre 1842 y 2021 |
| |
| En este censo se denominaba Bacarizas: 1842 En estos censos se denominaba Vacarisas: 1857, 1860, 1877, 1887, 1897, 1900, 1910, 1920, 1930, 1940, 1950, 1960, 1970 y 1981 Población de derecho según los censos de población del INE. Población de hecho según los censos de población del INE. |

## Administración
| Periodo   | Nombre                   | Partido |
| --------- | ------------------------ | ------- |
| 1979-1983 | Joan Baya                | UCD     |
| 1983-1987 | Fermi Masana i Simo      | CIU     |
| 1987-1991 | Fermi Masana i Simo      | CIU     |
| 1991-1995 | Salvador Boada i Guàrdia | UIPV*   |
| 1995-1999 | Salvador Boada i Guàrdia | UIPV *  |
| 1999-2003 | Salvador Boada i Guàrdia | UIPV *  |
| 2003-2007 | Salvador Boada i Guárdia | UIPV *  |
| 2007-2011 | Carles Canongia i Gerona | PSC     |
| 2011-2015 | Salvador Boada i Guárdia | UIPV    |
| 2015-2019 | Antoni Masana Ubach      | ERC     |
| 2019-2023 | Antoni Masana Ubach      | ERC     |

*UIPV - Unió Independent per Vacarisses (en castellano, Unión Independiente por Vacarisas).

## Fiestas
- Fiesta mayor pequeña: 26 de mayo, San Felipe Neri.

- Fiesta mayor: Se celebra el primer fin de semana de agosto.